# 托克逊乡
托克逊乡，是中华人民共和国新疆维吾尔自治区阿克苏地区拜城县下辖的一个乡镇级行政单位。

## 行政区划
托克逊乡下辖以下地区：
吉格郎村、亚吐尔村、巴拉克孜村、阿娜克孜兰干村、布隆村、尤喀克托克逊村、阔纳协海尔村、康其铁米村、阿热吐尔村、吉赛克喀依古村、库木格然木村和煤矿村。